# Фіона Лазаар
Фіона Лазаар (19 вересня 1985 , Валь-д'Уаз, Метрополія Франції ) — французький політик від «Нових демократів», обрана до Національних зборів Франції 18 червня 2017 року як член партії Вперед, республіко! (LREM), представляючи виборців 5-го виборчого округу Валь-д'Уаз.

## Політична кар'єра
У парламенті Лазаар входить до складу Комітету із закордонних справ. На додаток до своїх обов'язків у комітеті, вона є членом французько-сінгапурської парламентської групи дружби.
З жовтня 2018 року по вересень 2020 року Лазаар була одним із п'яти заступників голови парламентської групи LREM під керівництвом голови Жиля Ле Жандра. У липні 2019 року була кандидатом на посаду голови Комітету з соціальних питань; вона зазнала поразки у другому раунді від чинного голови Бріджит Бургіньйон.
На додаток до парламентської роботи, Лазаар була призначена прем'єр-міністром Едуардом Філіппом головою Національної ради проти бідності та соціального відчуження (CNLE) у 2020 році
Лазаар була одним із засновників The New Democrats у 2020 році.

## Політичні позиції

### Внутрішня політика
У рамках LREM Лазаар приєдналася до Орелієна Таше, Летиції Авіа та кількох інших у боротьбі з секуляризмом.
У 2020 році Лазаар виступила проти більшості у своїй парламентській групі та утрималася від важливого голосування щодо широко обговорюваного законопроєкту про безпеку, розробленого її колегами Алісою Туро та Жаном-Мішелем Фовергом, який допоміг, серед інших заходів, згорнути зйомки поліцейських.

### Економічна політика
У липні 2019 року Лазаар проголосувала за ратифікацію Францією Всеосяжної економічної та торговельної угоди Європейського Союзу (CETA) з Канадою.